# Belle-Isle-en-Terre
Belle-Isle-en-Terre (bretonisch Benac’h) ist eine französische Gemeinde mit 1.031 Einwohnern (Stand: 1. Januar 2022) im Département Côtes-d’Armor in der Region Bretagne. Sie gehört zum Arrondissement Guingamp und zum Kanton Callac. Die Einwohner werden Belleilois(es) genannt.
Die Gemeinde erhielt die Auszeichnung „Drei Blumen“, die vom Conseil national des villes et villages fleuris (CNVVF) im Rahmen des jährlichen Wettbewerbs der blumengeschmückten Städte und Dörfer verliehen wird.

Verkehrszeichen
Village étape

Die Gemeinde erhielt 2017 die Auszeichnung Village étape.

## Geographie
Belle-Isle-en-Terre liegt etwa 46 Kilometer westlich von Saint-Brieuc.

## Bevölkerungsentwicklung
| Belle-Isle-en-Terre: Einwohnerzahlen von 1793 bis 2016                                                                     | Belle-Isle-en-Terre: Einwohnerzahlen von 1793 bis 2016 | Belle-Isle-en-Terre: Einwohnerzahlen von 1793 bis 2016 | Belle-Isle-en-Terre: Einwohnerzahlen von 1793 bis 2016 | Belle-Isle-en-Terre: Einwohnerzahlen von 1793 bis 2016 |
| --- | ------------------------------------------------------ | ------------------------------------------------------ | ------------------------------------------------------ | ------------------------------------------------------ |
| Jahr |                                                        |                                                        |                                                        | Einwohner                                              |
| 1793 | 1793                                                   |                                                        | 741                                                    | 741                                                    |
| 1800 | 1800                                                   |                                                        | 812                                                    | 812                                                    |
| 1806 | 1806                                                   |                                                        | 816                                                    | 816                                                    |
| 1821 | 1821                                                   |                                                        | 905                                                    | 905                                                    |
| 1831 | 1831                                                   |                                                        | 1.079                                                  | 1.079                                                  |
| 1836 | 1836                                                   |                                                        | 1.378                                                  | 1.378                                                  |
| 1841 | 1841                                                   |                                                        | 1.740                                                  | 1.740                                                  |
| 1846 | 1846                                                   |                                                        | 1.851                                                  | 1.851                                                  |
| 1851 | 1851                                                   |                                                        | 1.600                                                  | 1.600                                                  |
| 1856 | 1856                                                   |                                                        | 1.602                                                  | 1.602                                                  |
| 1861 | 1861                                                   |                                                        | 1.272                                                  | 1.272                                                  |
| 1866 | 1866                                                   |                                                        | 2.051                                                  | 2.051                                                  |
| 1872 | 1872                                                   |                                                        | 1.876                                                  | 1.876                                                  |
| 1876 | 1876                                                   |                                                        | 1.920                                                  | 1.920                                                  |
| 1881 | 1881                                                   |                                                        | 1.997                                                  | 1.997                                                  |
| 1886 | 1886                                                   |                                                        | 1.945                                                  | 1.945                                                  |
| 1891 | 1891                                                   |                                                        | 1.929                                                  | 1.929                                                  |
| 1896 | 1896                                                   |                                                        | 1.944                                                  | 1.944                                                  |
| 1901 | 1901                                                   |                                                        | 1.896                                                  | 1.896                                                  |
| 1906 | 1906                                                   |                                                        | 1.862                                                  | 1.862                                                  |
| 1911 | 1911                                                   |                                                        | 1.748                                                  | 1.748                                                  |
| 1921 | 1921                                                   |                                                        | 1.612                                                  | 1.612                                                  |
| 1926 | 1926                                                   |                                                        | 1.659                                                  | 1.659                                                  |
| 1931 | 1931                                                   |                                                        | 1.619                                                  | 1.619                                                  |
| 1936 | 1936                                                   |                                                        | 1.508                                                  | 1.508                                                  |
| 1946 | 1946                                                   |                                                        | 1.501                                                  | 1.501                                                  |
| 1954 | 1954                                                   |                                                        | 1.284                                                  | 1.284                                                  |
| 1962 | 1962                                                   |                                                        | 1.231                                                  | 1.231                                                  |
| 1968 | 1968                                                   |                                                        | 1.142                                                  | 1.142                                                  |
| 1975 | 1975                                                   |                                                        | 1.185                                                  | 1.185                                                  |
| 1982 | 1982                                                   |                                                        | 1.204                                                  | 1.204                                                  |
| 1990 | 1990                                                   |                                                        | 1.067                                                  | 1.067                                                  |
| 1999 | 1999                                                   |                                                        | 1.099                                                  | 1.099                                                  |
| 2006 | 2006                                                   |                                                        | 1.050                                                  | 1.050                                                  |
| 2011 | 2011                                                   |                                                        | 1.079                                                  | 1.079                                                  |
| 2016 | 2016                                                   |                                                        | 1.034                                                  | 1.034                                                  |
| Quelle(n): EHESS/Cassini bis 1999, INSEE ab 2006 Anmerkung(en): Ab 1962 offizielle Zahlen ohne Einwohner mit Zweitwohnsitz |                                                        |                                                        |                                                        |                                                        |

## Sehenswürdigkeiten
- Schloss Château de Lady Mond aus den Jahren 1936/1938; mit Mausoleum für Lady Mond
- Schloss Château de Coat An Noz aus dem 19. Jahrhundert
- Kapelle Notre-Dame-de-Pendréo in Locmaria aus dem 15. und 16. Jahrhundert; seit 1928 als monument historique klassifiziert[5]
- Dorfkirche Saint-Jacques-le-Majeur aus dem Jahr 1884
- Ehemalige Dorfkirche Saint-Jacques-le-Majeur aus dem Jahr 1788, 1854–1995 als Feuerwehrlokal genutzt
- Kapelle Saint Envel d’Ar-Coat (auch Le Bois), erbaut 1771–1773
- Dorfbrunnen aus dem 16. Jahrhundert am Fluss Le Léguer
- Kreuz auf dem Dorffriedhof aus dem 16. Jahrhundert
- 12 Mühlen, darunter zwei Papiermühlen
- Überreste zweier Motten in Ar Vouden und Le Foz (auch Pouc Hastel)
- Denkmal für die Gefallenen[6]

Quelle:

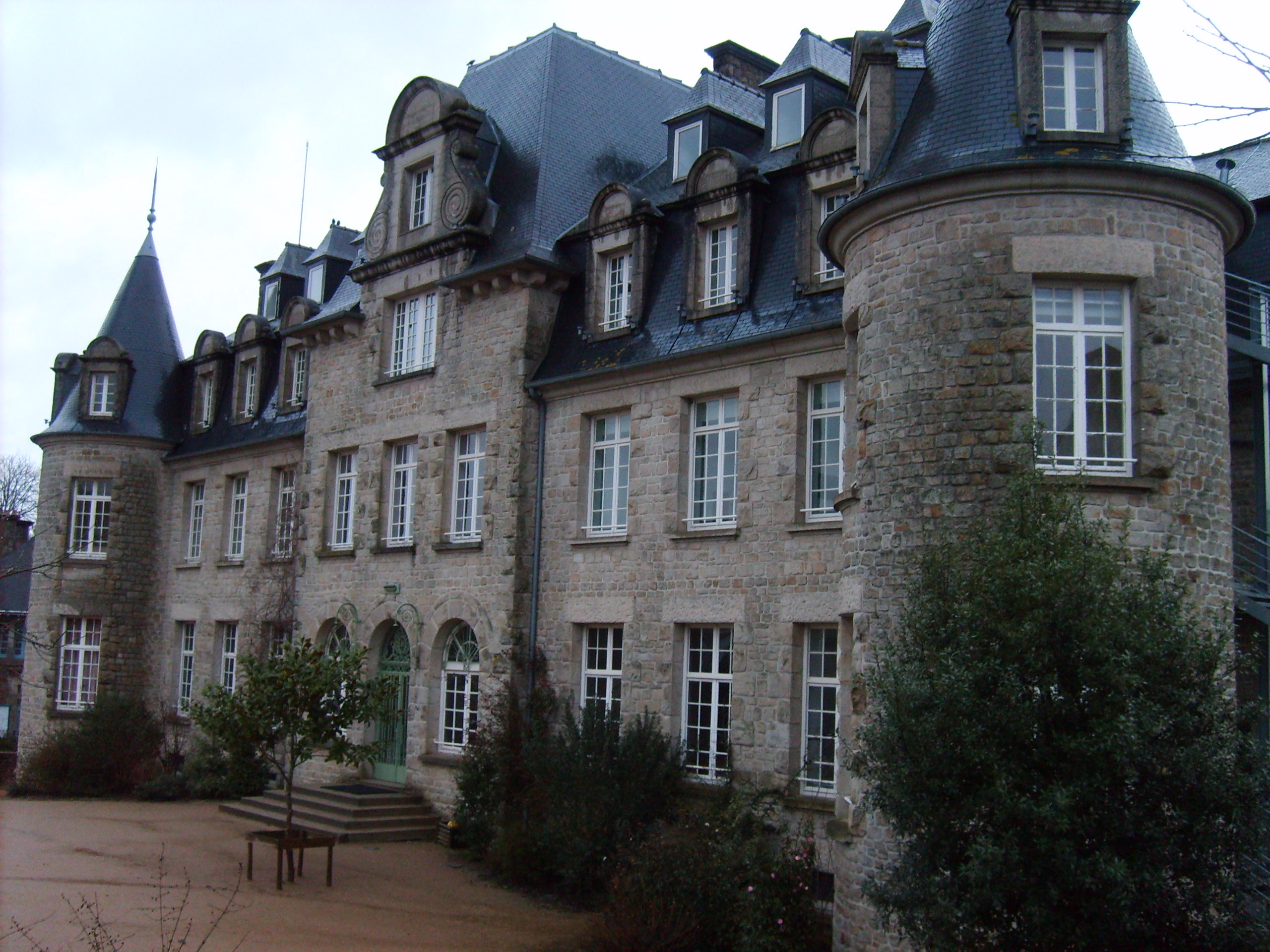
Schloss Château de Lady Mond
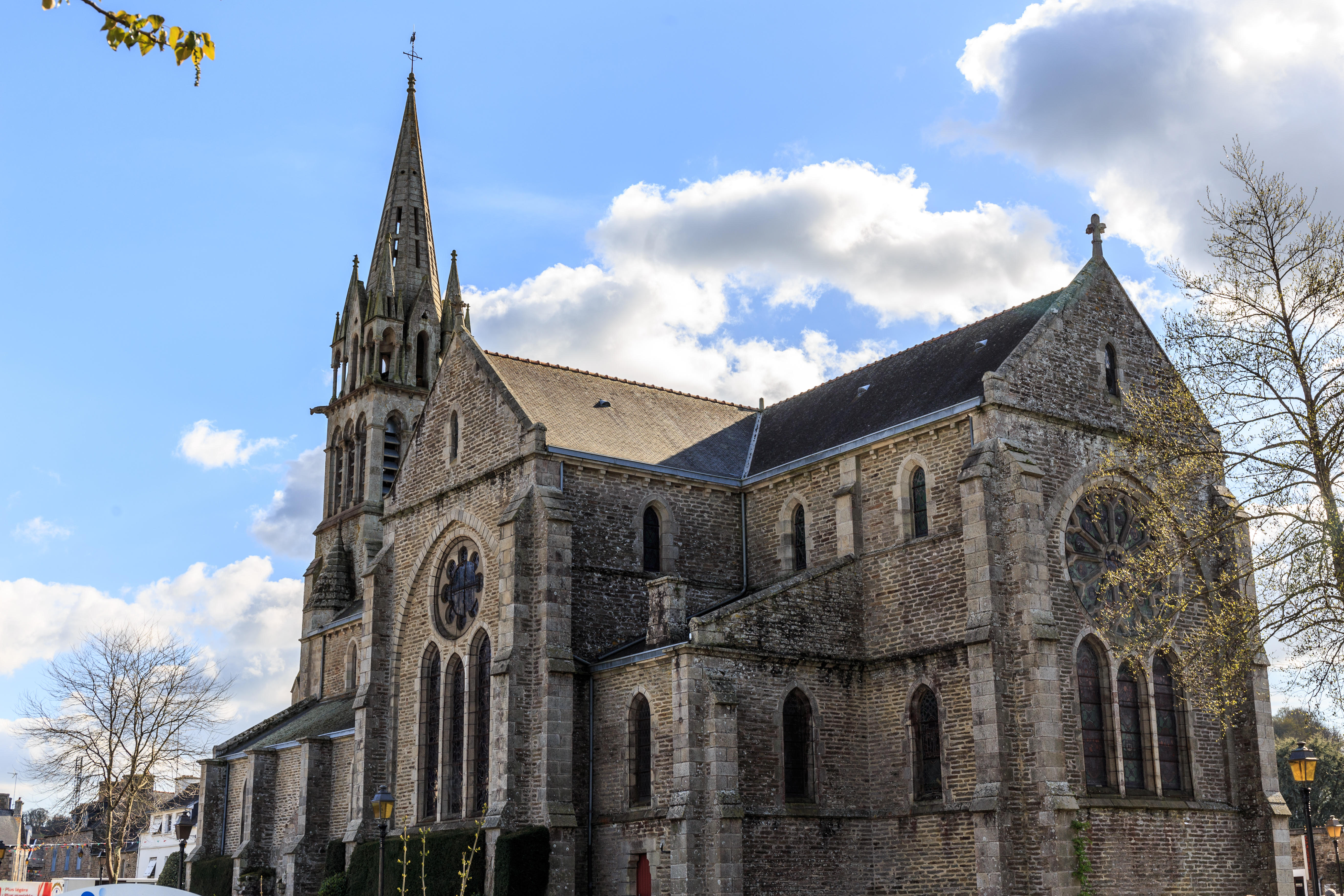
Dorfkirche Saint-Jacques-le-Majeur
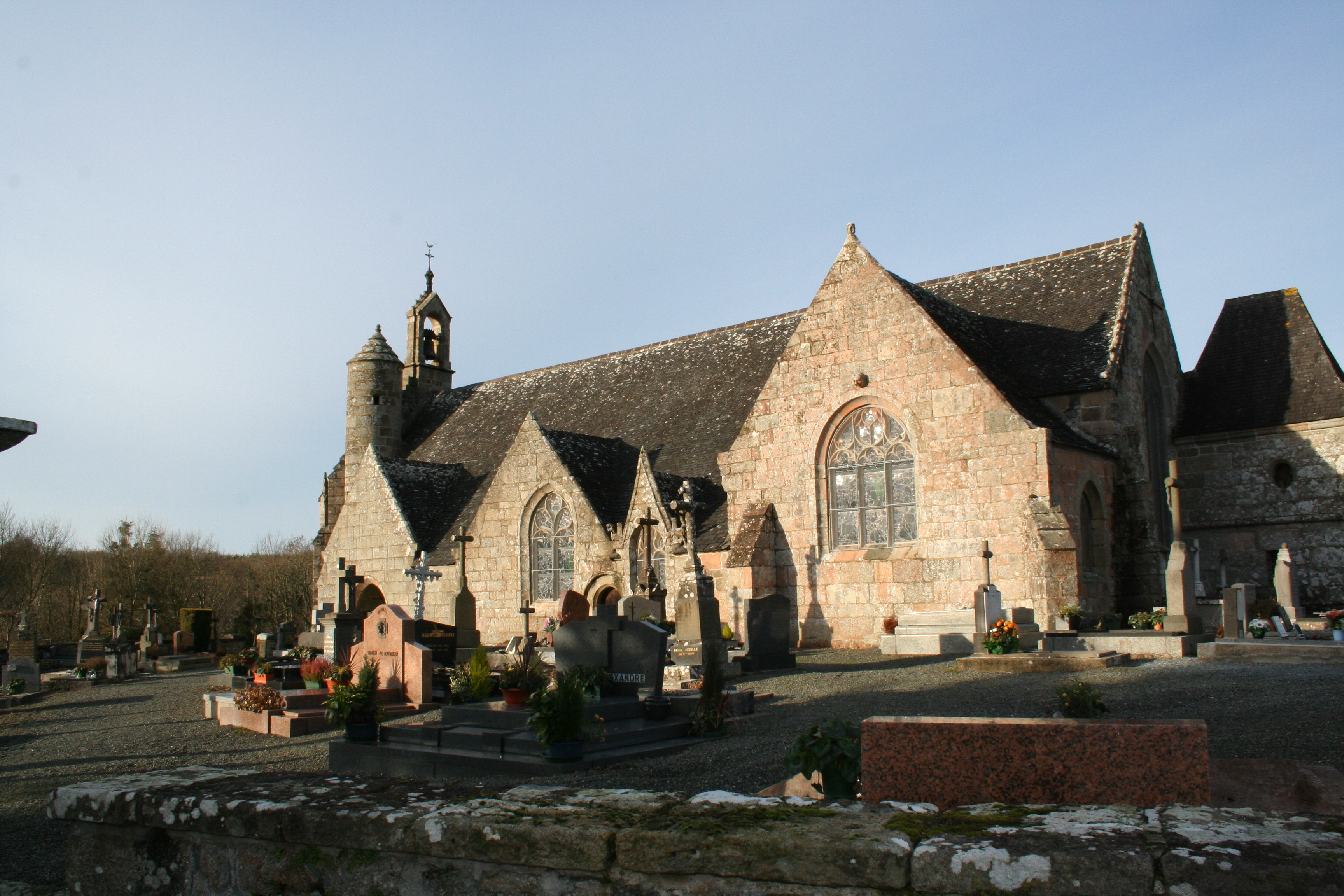
Kapelle in Locmaria
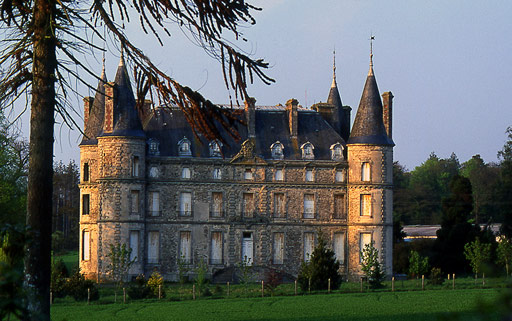
Schloss Château de Coat an noz
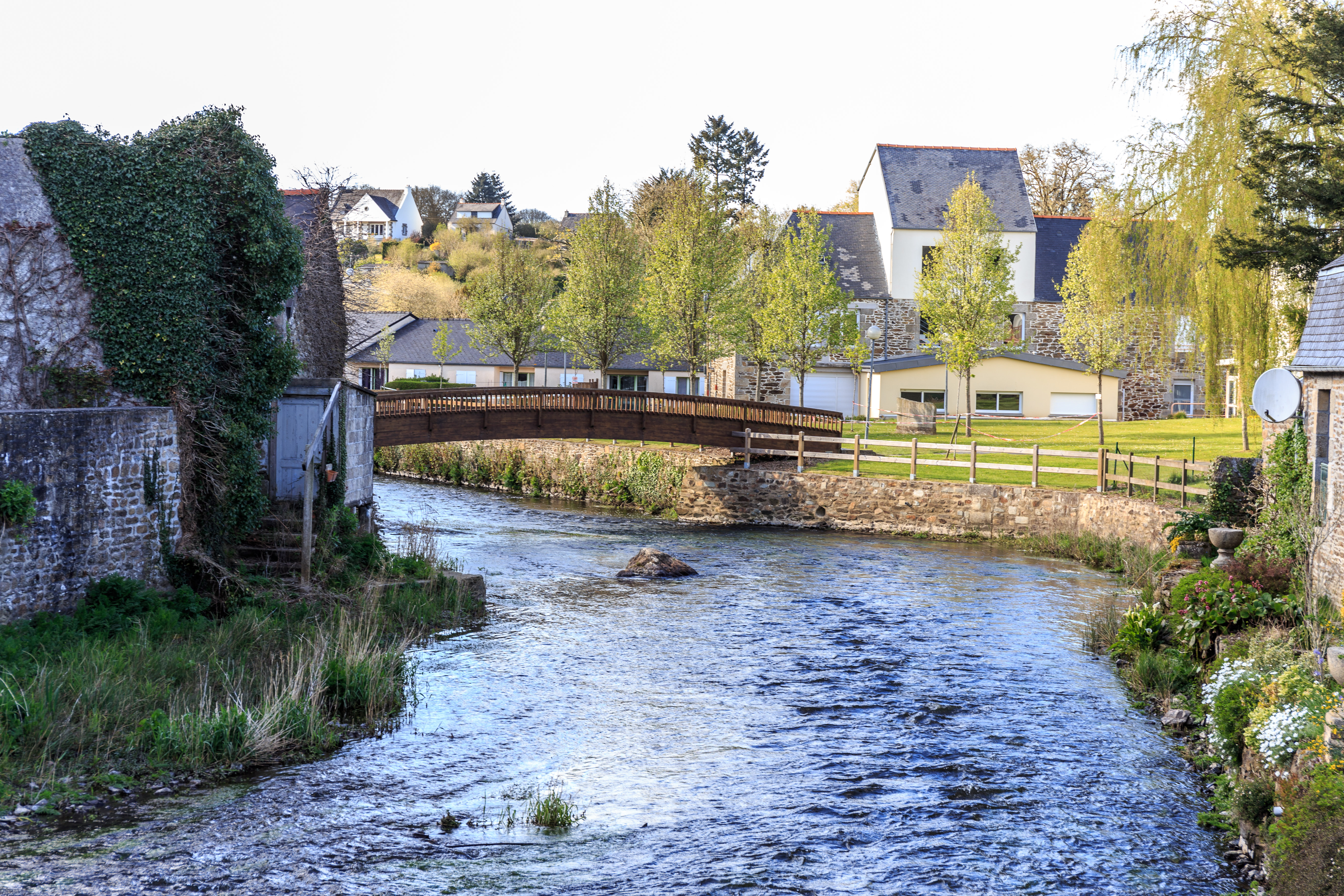
Der Fluss Le Guic
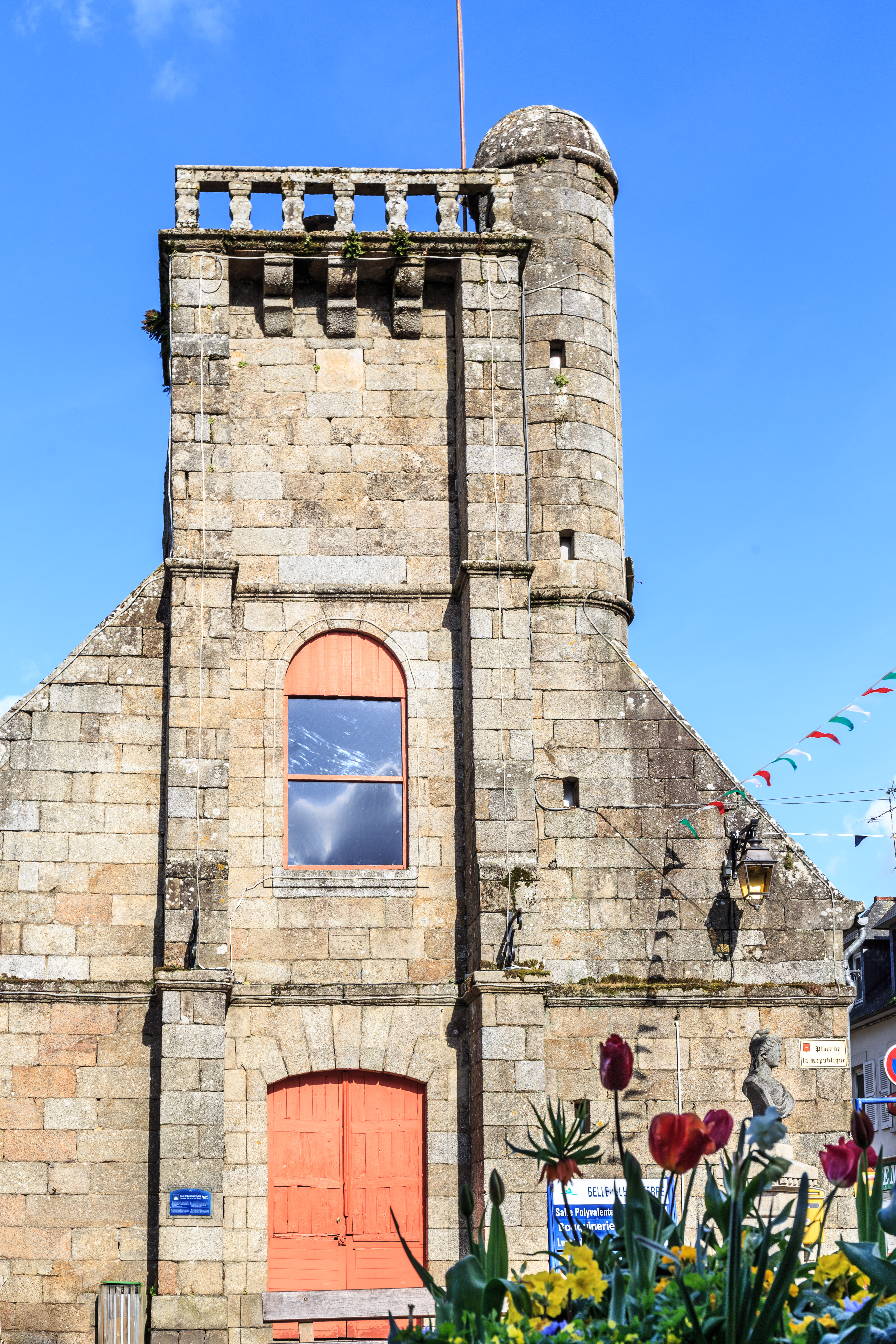
Ehemalige Kirche Saint-Jacques-le-Majeur